# Pristimantis paisa
Espèce
Synonymes
- Eleutherodactylus paisa Lynch & Ardila-Robayo, 1999

Statut de conservation UICN

 LC  : Préoccupation mineure
Pristimantis paisa est une espèce d'amphibiens de la famille des Craugastoridae.

## Répartition
Cette espèce est endémique du département d'Antioquia en Colombie. Elle se rencontre entre 1 800 et 3 100 m d'altitude dans la cordillère Centrale.

## Description

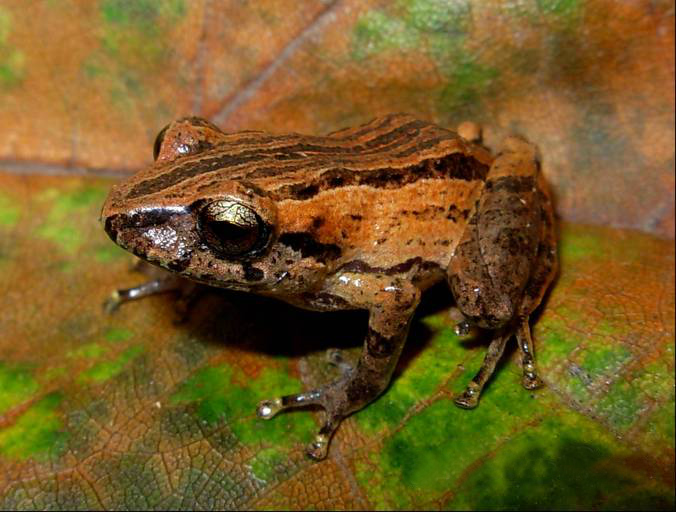
Pristimantis paisa

Les mâles mesurent de 19,9 à 24,2 mm et les femelles de 27,5 à 30,7 mm.

## Étymologie
Cette espèce est nommée en référence au lieu de sa découverte l'altiplano, dont les habitants sont appelés paisas.

## Publication originale
- Lynch & Ardila-Robayo, 1999 : The Eleutherodactylus of the taeniatus complex in western Colombia: taxonomy and distribution. Revista de la Academia Colombiana de Ciencias Exactas Fisicas y Naturales, vol. 23, no 89, p. 615-624 (texte intégral).